# Chiara Margarita Cozzolani
Chiara Margarita Cozzolani (Milà, Itàlia, 27 de novembre de 1602 – ibidem, cap a 1676-1678), fou una compositora, cantant i monja benedictina. Va passar la seva vida d'adulta enclaustrada al convent de Santa Radegonda, a Milà, on va esdevenir abadessa, moment al qual va deixar de compondre. Més d'una dotzena de dones enclaustrades van publicar música sacra durant el segle XVII a Itàlia.
Batejada amb el nom de Margarita Cozzolani, va ser filla d'una rica família de Milà. Va entrar al convent i va pronunciar els seus vots l'any 1620. Aleshores va prendre el nom de Chiara com a nom de monja.
Va publicar quatre reculls musicals, tres dels quals dedicats a madrigals, entre 1640 i 1650, que és la data de les seves Vespres, probablement la més coneguda de les seves obres. La seva primera publicació, Primavera di fiori musicali, s'ha perdut.
Al convent de Santa Radegonda, les monges cantaven a les principals festes religioses, amb molta expectació per part del món exterior. Com a abadessa de Santa Radegonda, Cozzolani va defensar la música cantada per les monges, qüestionada per l'arquebisbe Alfonso Litta, que volia reformar el convent limitant la pràctica de la música i els altres tipus de contactes amb el món exterior. Els escrúpols de l'arquebisbe no s'haurien calmat precisament arran d'una publicació de Filippo Picinelli, a Ateneo dei letterati milanesi (Milà, 1670), que trobava que «les religioses de Santa Radegonda estan dotades d'uns talents tan rars i tan exquisits, que se sap que són els millors cantants d'Itàlia. Porten la roba de l'Orde de Sant Benet, però semblen a tots els oients com cignes blancs i melodiosos, que omplen el cor de meravelles. Entre aquestes germanes, Donna Chiara Margarita Cozzolani mereix el més alt elogi. Chiara pel seu nom, però molt més pels seus mèrits, i Margarita per la rara i excel·lent noblesa de la seva inspiració». Poc després, el 1686, el papa Innocenci XI promulgaria un edicte en què declarava la música «totalment ofensiva a la modèstia pròpia del sexe femení, perquè distreu les dones de les matèries i llocs de treball més apropiats del seu sexe».
El nom de Chiara Margarita Cozzolani no apareix als registres del convent en dates posteriors a 1676, i per això cal suposar que ja havia mort. La primera edició integral dels seus motets d'una a cinc veus i baix continu data de 1998.

## Obres
- Primavera di fiori musicali. 1 a 4 veus i baix continu (Milà 1640, desaparegut) ;
- Concerti sacri. 2 a 4 veus i baix continua (Venècia 1642) ;
- Scherzi di sacra melodia. 1 veu i baix continu (Venècia 1648, desaparegut) ;
- Salmi à otto voci concertati. 2 a 8 veus i baix continu (Venècia 1650) ;
- No, no no che mare. Ària (desapareguda).